# هيئة الجمارك وحماية الحدود بالولايات المتحدة
هيئة الجمارك وحماية الحدود بالولايات المتحدة (بالإنجليزية: U.S. Customs and Border Protection وCBP اختصاراً) هي أكبر وكالة إنفاذ القانون الفيدرالية في وزارة الأمن الداخلي للولايات المتحدة. هي مسؤولة عن مراقبة التجارة الدولية وتسهيلها وتحصيل مبالغ تعريفة الاستيراد وإنفاذ لوائح الولايات المتحدة على مستوى التجارة والديوان والهجرة. هيئة الجمارك وحماية الحدود هي من أكبر وكالات إنفاذ القانون في الولايات المتحدة. يصل عدد موظفيها المؤدين لليمين رسميا إلى 45.000 وكيل وضابط. مقرها في واشنطن العاصمة.

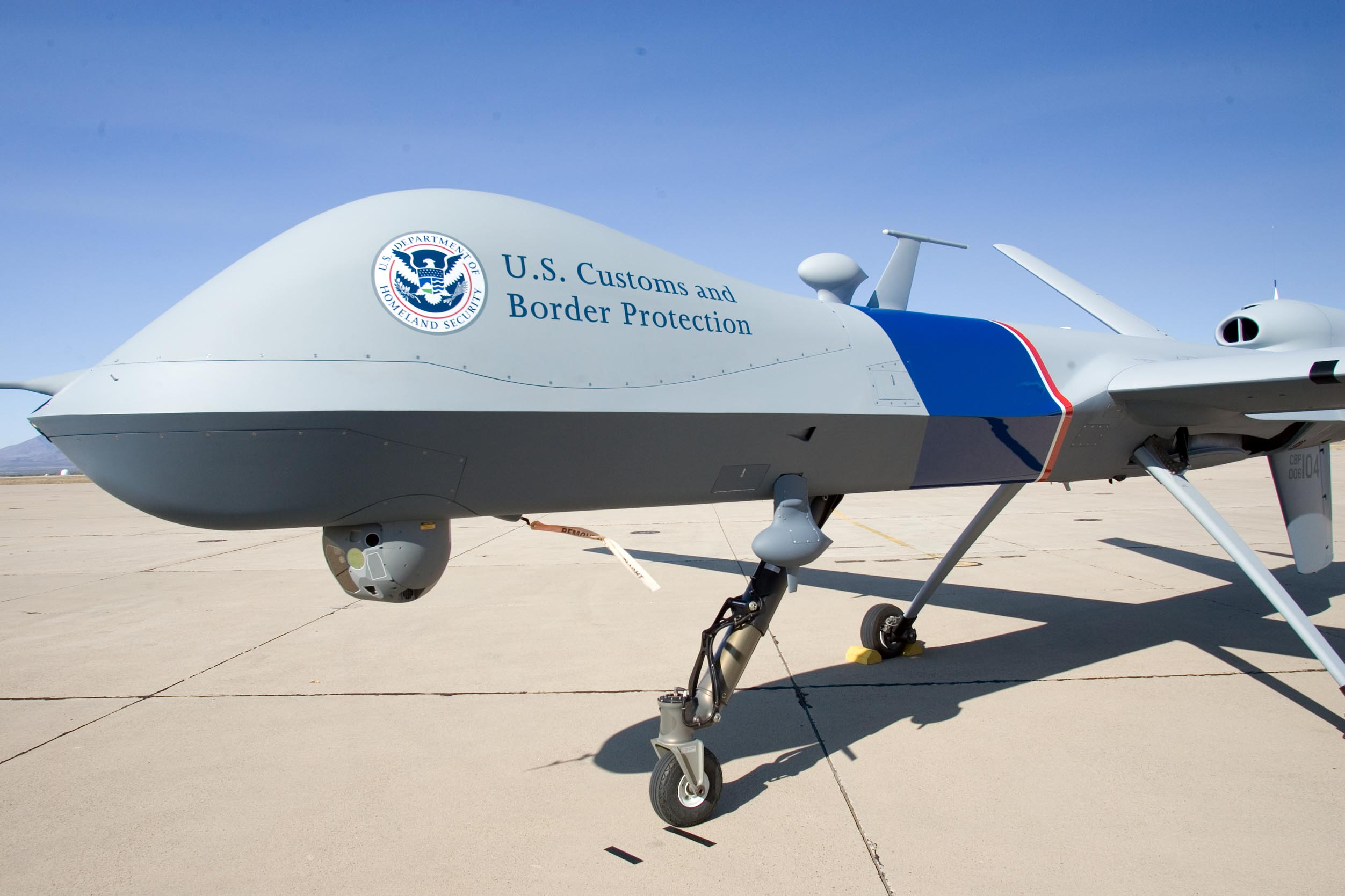
طائرة بدون طيار تابعة لهيئة الجمارك وحماية الحدود بالولايات المتحدة
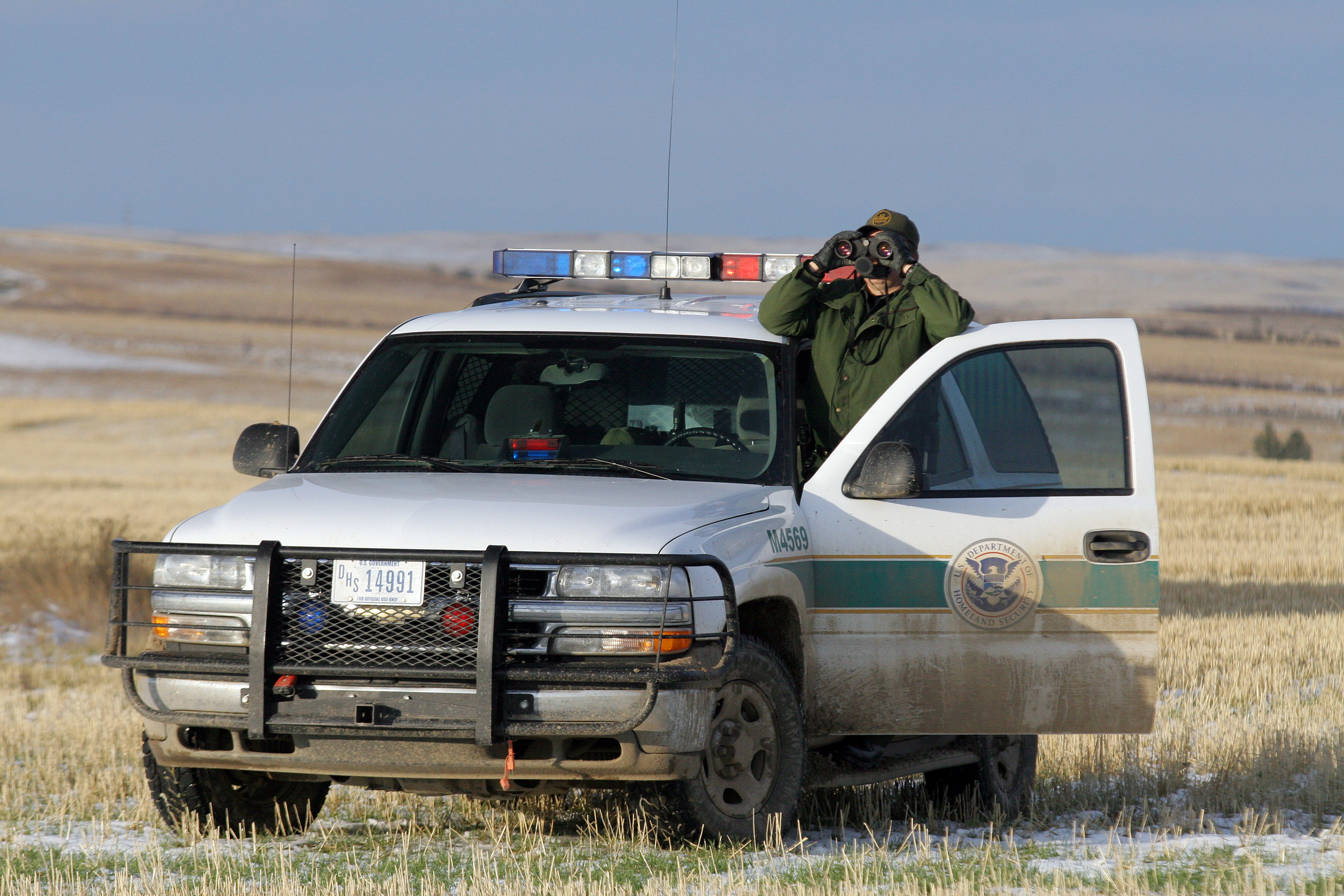
ضابط تابع لهيئة الجمارك وحماية الحدود بالولايات المتحدة يراقب الحدود بين كندا والولايات المتحدة